# Stacey Ross
Stacey Ross (* 21. Oktober 1973 in London) ist ein ehemaliger englischer Squashspieler.

## Karriere
Stacey Ross begann seine Karriere 2001 und gewann einen Titel auf der PSA World Tour. Seine höchste Platzierung in der Weltrangliste erreichte er mit Rang 39 im Juni 2007. Bei Weltmeisterschaften trat er mehrmals in der Qualifikation an, erreichte aber nie das Hauptfeld. Er beendete 2008 seine Karriere und arbeitete fortan als Squashtrainer und Turnierdirektor beim All England Lawn Tennis and Croquet Club.
Er hat drei Söhne.

## Erfolge
- Gewonnene PSA-Titel: 1